# 张春燕
张春燕（1970年3月—），女，汉族，河北香河人，中华人民共和国政治人物。现任廊坊市人民政府副市长。第十四届全国政协委员。